# Max Prieto
Maximiano Prieto Sánchez, dit Max Prieto, (né le 28 mars 1919 à Guadalajara au Mexique et mort le 30 mai 1998) est un footballeur mexicain, qui évoluait en tant que milieu de terrain. Il a également pratiqué le basket-ball entre 1933 et 1942.
Trois de ses frères,Géronimo, Anastasio et Fausto, furent également joueurs de football.

## Biographie

### Club
Il est le meilleur buteur du Club Guadalajara. Il inscrit, lors de la saison 1945-46, 14 buts, entre 1947-48,13 buts, entre 1948-49, 11 buts et, entre 1949-50, 15 buts, faisant de lui l'un des cinq meilleurs buteurs du Club Deportivo Guadalajara avec, au total, un panel de 72 buts. 
Le 3 septembre 1943, il inscrit cinq buts contre le CF Atlante. Il devient alors le premier joueur mexicain de l'ère professionnelle à inscrire un quintuplé en un match.
Pendant la saison 1951-52, il finit sa carrière à l'Atlas.

### International
Il participe à la coupe du monde 1950 au Brésil, étant un des premiers joueurs des Chivas de Guadalajara à disputer un mondial.